# Naurusångare
Naurusångare (Acrocephalus rehsei) är en fågel i familjen rörsångare inom ordningen tättingar. Fågeln är endemisk för ön Nauru i Mikronesien.

## Utbredning och systematik
Naurusångaren är en av två landlevande häckande fåglar med naturlig förekomst på Nauru, den andra är mikronesisk kejsarduva, och den är enda tättingen. Den är besläktad med andra mikronesiska arter i släktet Acrocephalus. Alla har utvecklats från en eller flera utvecklingslinjer ur detta släkte i Stillahavsområdet. Några av de närbesläktade arterna på närliggande öar är karolinersångare, som den initialt sammanblandades med, och marianersångare, som tidigare ansetts tillhöra samma art.

### Familjetillhörighet
Tidigare fördes rörsångarna liksom ett mycket stort antal andra arter till familjen Sylviidae, tidigare kallad rätt och slätt sångare. Forskning har dock visat att denna gruppering är missvisande, eftersom då även välkända och mycket distinkta familjer som svalor, lärkor och stjärtmesar i så fall bör inkluderas. Naurusångaren med släktingar har därför brutits ut till familjen rörsångare (Acrocephalidae).

## Utseende och ekologi
Naurusångaren är medelstor rörsångare. Den har mörkbrun ovansida, beige undersida och lång smal näbb. Den bygger ett grunt skålformat bo och lägger två eller tre vita ägg. Dess föda utgörs av insekter. I övrigt är mycket lite känt beträffande denna fågels ekologi.

## Status och hot
Fågeln påträffas över hela ön, som har förändrats kraftigt under de senaste decennierna på grund av fosfatbrytning. Eventuellt är naurusångaren hotad av introducerade predatorer och kraftiga förändringar av den miljö där den lever. Dess mycket begränsade utbredningsområde gör också att den kan vara känslig för slumpmässiga förändringar, som tropiska orkaner. Rapporter om en liknande fågel på närliggande öar gör det troligt att den tidigare funnits på andra öar men lokalt dött ut på grund av predation från introducerade katter. IUCN kategoriserar arten som nära hotad.

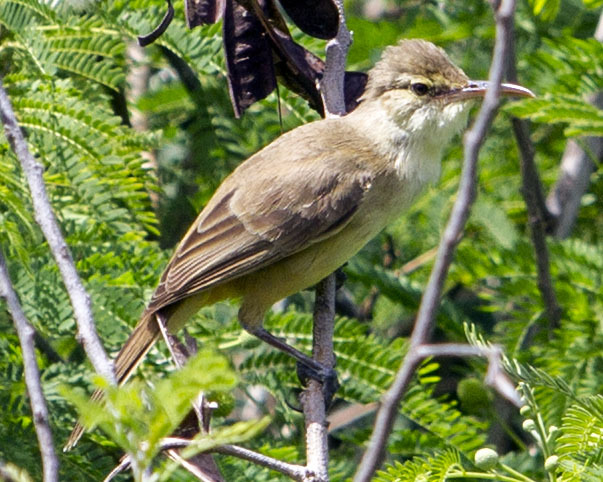
Den närbesläktade saipansångaren (som avbildas), kategoriseras ibland som samma art men är något större.